# White Crosses
White Crosses — пятый студийный альбом панк-рок группы Against Me!, вышедший в 2010 году, второй диск группы, выпущенный на Sire Records. Как и предыдущий альбом группы, New Wave в 2007 году, White Crosses был спродюсирован Бутчем Вигом. Альбом также стал первым, записанным без барабанщика Уоррена Оукса, который покинул группу. Вместо него в записи принимал участие Джордж Ребело, барабанщик группы Hot Water Music.

## Об альбоме
Запись White Crosses началась на Paramount Studios в августе 2009 года и закончилась спустя два месяца. Сведение и мастеринг материала был закончен в феврале 2010 года и релиз состоялся 8 июня. Первое издание альбома включает в себя четыре дополнительных трека. Альбом попал в сеть 12 марта 2010 года, почти за три месяца до официальной даты релиза, и Том Гейбл позже добавил четыре композиции к официальному релизу и выложил в своём блоге тексты песен.
17 марта 2010 года первое видео с альбома «Rapid Decompression», было выпущено в сеть через AOL, а первым синглом стал «I Was a Teenage Anarchist», релиз которого состоялся 20 апреля и включал в себя четыре композиции.

## Отзывы
Альбом получил преимущественно положительные отзывы критиков и поклонников, несмотря на то, что запись просочилась в интернет ещё за три месяца до официальной даты и на то, что альбом отличается от предыдущих работ группы более качественным звуком и стилем, близкому к «арена-року» или «радио-року». Альбом добрался до #34 в Billboard 200, что стало рекордом для группы.

### Список композиций
Слова и музыка всех песен — Том Гейбл.
| №                   | Название                    | Длительность |
| ------------------- | --------------------------- | ------------ |
| 1.                  | «White Crosses»             | 3:36         |
| 2.                  | «I Was a Teenage Anarchist» | 3:15         |
| 3.                  | «Because of the Shame»      | 4:21         |
| 4.                  | «Suffocation»               | 3:56         |
| 5.                  | «We're Breaking Up»         | 3:57         |
| 6.                  | «High Pressure Low»         | 4:13         |
| 7.                  | «Ache with Me»              | 3:38         |
| 8.                  | «Spanish Moss»              | 3:51         |
| 9.                  | «Rapid Decompression»       | 1:46         |
| 10.                 | «Bamboo Bones»              | 3:35         |
| Общая длительность: | Общая длительность:         | 36:06        |

### Бонусные треки
| №                   | Название            | Длительность |
| ------------------- | ------------------- | ------------ |
| 11.                 | «One by One»        | 3:34         |
| 12.                 | «Bob Dylan Dream»   | 2:59         |
| 13.                 | «Lehigh Acres»      | 3:33         |
| 14.                 | «Bitter Divisions»  | 4:02         |
| Общая длительность: | Общая длительность: | 50:10        |

| №                   | Название            | Длительность |
| ------------------- | ------------------- | ------------ |
| 11.                 | «Lehigh Acres»      | 3:33         |
| 12.                 | «Bob Dylan Dream»   | 2:59         |
| 13.                 | «One by One»        | 3:34         |
| 14.                 | «Bitter Divisions»  | 4:02         |
| Общая длительность: | Общая длительность: | 50:10        |

| №                   | Название                               | Длительность |
| ------------------- | -------------------------------------- | ------------ |
| 15.                 | «I Was a Teenage Anarchist» (acoustic) | 3:38         |
| Общая длительность: | Общая длительность:                    | 53:47        |

## Black Crosses
После того, как группа решила организовать свой собственный лейбл, White Crosses альбом был переиздан. Альбом содержал второй диск, под названием Black Crosses, который включал в себя демо 2009 года и акустические версии треков 2010 года. Двойной релиз стал первым релизом лейбла группы, Treble Music. Обложка альбома — оригинальная, нецензурированная работа автора Steak Mtn, а упаковка также включает 32-страничный буклет с работами художника.

### Список композиций
Все тексты написаны Томом Гейблом, вся музыка написана Against Me!.
| №                   | Название                                      | Длительность |
| ------------------- | --------------------------------------------- | ------------ |
| 1.                  | «White Crosses» (Goldentone Studio)           | 3:14         |
| 2.                  | «I Was a Teenage Anarchist» (acoustic)        | 3:39         |
| 3.                  | «Because of the Shame» (acoustic)             | 4:28         |
| 4.                  | «The Western World» (Goldentone Studio)       | 3:55         |
| 5.                  | «Strip Mall Parking Lots» (Goldentone Studio) | 2:21         |
| 6.                  | «High Pressure Low» (acoustic)                | 4:18         |
| 7.                  | «Hot Shots» (Goldentone Studio)               | 1:49         |
| 8.                  | «Spanish Moss» (Goldentone Studio)            | 2:22         |
| 9.                  | «Rapid Decompression» (Goldentone Studio)     | 1:45         |
| 10.                 | «Soul Surrender» (Goldentone Studio)          | 2:06         |
| 11.                 | «Lehigh Acres» (Goldentone Studio)            | 3:36         |
| 12.                 | «David Johansen's Soul» (acoustic)            | 2:49         |
| 13.                 | «One by One» (acoustic)                       | 3:35         |
| 14.                 | «Bitter Divisions» (Goldentone Studio)        | 3:10         |
| Общая длительность: | Общая длительность:                           | 43:07        |

## Над альбомом работали[15]

### Группа
- Том Гейбл — вокал, гитара
- Джеймс Боуман — гитара, бэк-вокал
- Эгдою Стюарт- бас-гитара, бэк-вокал
- Джордж Ребело — ударные, бэк-вокал
- Уоррен Оукс — ударные, бэк-вокал на Black Crosses (треки 1, 4-5, 7-11, 14)

### Другие музыканты
- Зак Рэй — клавишные
- Джон Гонт — скрипка в Black Crosses (трек 7)[16]

### Производство
- Бутч Виг — продюсер
- Билли Буш — звукорежиссёр
- Крис Стеффен — ассистент режиссёра
- Эмили Лазар и Джо ЛаПорта — мастеринг

### Дизайн и оформление
- Кристофер Норрис и Том Гейбл — арт-дирекция
- Ктик Маунтайн — дизайн, типография и иллюстрации
- Отом деВайлд — фотографии группы